# Liberación continua
En el desarrollo de software, el modelo de lanzamiento continuo, liberación continua, actualización rodante (por rolling release, en inglés) o actualización continua se refiere a un sistema de lanzamiento y actualizaciones constante del software. Esto, en contraste con un modelo de desarrollo estándar de liberación que utiliza diferentes versiones que deben reinstalarse sobre la versión anterior, genera un menor riesgo al actualizar componentes importantes del programa, ya que son actualizados gradualmente. El modelo de desarrollo rolling release es uno de los muchos tipos de ciclos de vida de liberación de software.

## Lista de distribuciones de software de liberación continua
- Alpine Linux (opcional)
- Arch Linux/Hurd, ArchBang Linux, Antergos, Chakra Linux (fork; parcial), Archcraft, Parabola GNU/Linux-libre y otras basadas en Arch
- aptosid,[1] siduction y otras basadas en Debian inestable
- LMDE,[2] antiX[3] y otras basadas en Debian en pruebas
- Fuduntu Linux[4][5][6] (fork basada en Fedora; descontinuada)
- Gentoo Linux,[7] Funtoo Linux, Calculate Linux,[8] Sabayon Linux[9][10]  y otras basadas en Gentoo
- Chromium OS (y su versión comercial Google Chrome OS)[11]
- Basadas en Mandriva: Unity Linux[12] y PCLinuxOS (parcial)
- Foresight Linux[13] (descontinuada)
- Sorcerer Linux,[14] Source Mage GNU/Linux y Lunar Linux (forks)
- Frugalware
- openSUSE Linux[15] (opcional)
- Yoper (descontinuada)
- Void Linux
- Sabayon Linux (descontinuada), desde versión 16.07.